# Lomtjärnen (Norrbärke socken, Dalarna, 665227-147024)
Lomtjärnen är en sjö i Smedjebackens kommun i Dalarna och ingår i Norrströms huvudavrinningsområde. Sjöns area är 0,01 kvadratkilometer och den befinner sig 263,3 meter över havet.